# Dick Shrider
Richard Guy Shrider (7 février 1923 - 21 janvier 2014) est un joueur de basket-ball professionnel américain et entraîneur universitaire. Shrider a été sélectionné à la draft BAA en 1948 par les Knicks de New York après une carrière universitaire à l'université de l'Ohio.  Il a joué quatre matchs avec les Knicks  en 1948, avant de jouer dans la National Basketball League avec les Detroit Vagabond Kings,.

## Carrière d'entraîneur
Shrider est ensuite devenu entraîneur de basket-ball du lycée  Gallipolis jusqu’en 1955, date à laquelle il a repris l’équipe de basket-ball masculine au lycée Fairborn. En 1957, l'université Miami dans l'Ohio le nomme entraîneur. Durant la saison 1957-1958, les Redskins de Shrider finissent invaincus dans la Mid-American Conference (MAC). Ils deviennent cette saison-là, la première équipe de la MAC à remporter un match du tournoi de la NCAA. Pendant les neuf saisons de Shrider en tant qu'entraîneur de Miami, il les a menés à quatre titres de la MAC et à deux apparitions dans le tournoi de la NCAA (1958, 1966). Il a compilé un bilan global de 126–96, et en 1996, il a été nommé lauréat du prix « Cradle of Coaches »,.
Après avoir pris sa retraite  d'entraîneur en 1966, Shrider est resté directeur sportif de l'école jusqu'en 1988 

## Statistiques en carrière BAA

### Saison régulière
| Saison    | Équipe             | Matchs Joués | Pourcentage aux tirs | Pourcentage aux lancers francs | Passes Décisives par match | Points par match |
| --------- | ------------------ | ------------ | -------------------- | ------------------------------ | -------------------------- | ---------------- |
| 1948-1949 | Knicks de New York | 4            | .000                 | .333                           | .5                         | .3               |
| Carrière  | Carrière           | 4            | .000                 | .333                           | .5                         | .3               |

## Bilan en tant qu'entraîneur principal

### Université
| Miami Redskins (Mid-American Conference) (1957–1966) |         |        |       |       |                     |  |  |  |  |
| 1957–1958 | Miami   | 18–9   | 12–0  | 1ers  | Elite 8 (NCAA°      |  |  |  |  |
| 1958–1959 | Miami   | 14–11  | 9–3   | 1ers  |                     |  |  |  |  |
| 1959–1960 | Miami   | 8–16   | 6–6   | 3èmes |                     |  |  |  |  |
| 1960–1961 | Miami   | 12–12  | 7–5   | 3èmes |                     |  |  |  |  |
| 1961–1962 | Miami   | 7–17   | 3–9   | 6èmes |                     |  |  |  |  |
| 1962–1963 | Miami   | 12–12  | 8–4   | 2èmes |                     |  |  |  |  |
| 1963–1964 | Miami   | 17–7   | 9–3   | 2èmes |                     |  |  |  |  |
| 1964–1965 | Miami   | 20–5   | 11–1  | 1ers  |                     |  |  |  |  |
| 1965–1966 | Miami   | 18–7   | 11–1  | 1ers  | Premier tour (NCAA) |  |  |  |  |
| Miami : | Miami : | 126–96 | 76–32 |       |                     |  |  |  |  |
| Total : | Total : | 126–96 |       |       |                     |  |  |  |  |
| National champion Postseason invitational champion Conference regular season champion Conference regular season and conference tournament champion Division regular season champion Division regular season and conference tournament champion Conference tournament champion |         |        |       |       |                     |  |  |  |  |